# Шлапак Ігор Порфирійович
Шлапак Ігор Порфирійович (29 вересня 1943 — 20 вересня 2015) — український анестезіолог, професор, завідувач кафедри анестезіології та інтенсивної терапії НМАПО, заслужений діяч науки і техніки України, віце-президент асоціації анестезіологів України, член проблемної комісії з анестезіології та інтенсивної терапії МОЗ та АМН України. У коло його наукових інтересів входили гості отруєння, спінальна та епідуральна анестезія, інтенсивна терапія поєднаної травми, черепно-мозкова травма та інсульти, сепсис та септичний шок, госпітальна інфекція та антибактеріальна терапія, нутрїтивна підтримка в інтенсивній терапії.

## Біографія
Ігор Порфирійович народився 29 вересня 1943 у селі Гостинне Немирівського району Вінницької області. Батько — вчитель фізики та математики, мати — молодших класів. Після закінчення із похвальною грамотою 7 класів школи Шлапак поступах на фельдшерське відділення Гайсинського медичного училища та закінчує його в 1960 році з відзнакою. Навчається у вечірній школі та працює масажистом-інструктором у водолікарні смт. Липовець. У 1962 вступає до Київського медичного інституту імені О. О. Богомольця, який у 1968 закінчує з відзнакою. Він починає працювати у щойно відкритому відділенні реанімації Клінічної лікарні № 14 м. Києва. Його колегами були А. І. Тріщинський та Б. Г. Погадаєв, а також К. С. Паламарчук, пізніше головний лікар цього закладу.
У 1970 Шлапак вступає до аспірантури на кафедру анестезіології та реаніматології Київського інституту удосконалення лікарів, у 1974 стає асистентом цієї кафедри, у 1987 — доцентом.
Після смерті у 1994 році доцента Володимира Олексійовича Троцевича Ігор Порфирійович стає керівником Клініки анестезіології, інтенсивної терапії та реанімації науково-практичного об'єднання швидкої медичної допомоги та медицини катастроф. Тоді ж його призначають головним позаштатним спеціалістом МОЗ України з клінічної токсикології.
У 1996 році Анатолій Іванович Тріщинський передає Шлапаку завідування кафедрою анестезіології та інтенсивної терапії. З 1998 ця кафедра опорна для спеціальностей «Клінічна токсикологія» та «Анестезіологія».
Ігор Порфирійович Шлапак помер 20 вересня 2015 у Києві.

## Наукова діяльність
Навчаючись у Київському медичному інституту імені О. О. Богомольця Шлапак відвідував студентські наукові гуртки — факультетської терапії та неврології. На четвертому курсі виконав дослідження «Реоенцефалографічне обстеження хворих у гострому та віддаленому періодах мозкових інсультів», яку на студентській науковій конференції в Одесі визнали однією з найкращих.
У 1975 році Ігор Порфирійович на кафедрі Тріщинського захистив кандидатську дисертацію на тему екстракорпоральної перфузії ізольованої свинячої печінки у хворих із термінальною стадією печінкової недостатності.
У 1995 році він захищає докторську дисертацію по проблемах реґіонарної анестезії.
І. П. Шлапак — автор понад 350 наукових публікацій. Серед них Анестезіологія та інтенсивна терапія під редакцією І. П. Шлапака — перший національний підручник зі спеціальності, а також 16 інших наукових посібників та монографій.
Він був членом редакційних колегій та рад семи наукових медичних часописів. Під його керівництвом було підготовлено 26 кандидат та 5 докторів медичних наук.
Впродовж багатьох років Ігор Порфирійович був головним організатором з українського боку та співголовою оргкомітету міжнародної наукової конференції «Британо-Український симпозіум з анестезіології, інтенсивної терапії та медицини болю».

### Вибрані публікації
- Анестезіологія та інтенсивна терапія. / Під ред. професора І. П. Шлапака. — К.: Фенікс, 2015.;
- Є. Г. Педаченко, І. П. Шлапак, А. П. Гук, М. М. Пилипенко. Черепно-мозкова травма: сучасні принципи невідкладної допомоги. Навч. метод. посібник / ВАРТА. — К.: 2007;
- І. П. Шлапак, О. А. Галушко. Цукровий діабет: погляд з позиції лікаря-анестезіолога. Навчальний посібник. – К.: Книга-плюс, 2010[3].